# Enterprise (NX-01)
 (novembre 2024).
Si vous disposez d'ouvrages ou d'articles de référence ou si vous connaissez des sites web de qualité traitant du thème abordé ici, merci de compléter l'article en donnant les références utiles à sa vérifiabilité et en les liant à la section « Notes et références ».
Cet article concerne le premier vaisseau Enterprise de l'univers de Star Trek. Pour les vaisseaux homonymes de Star Trek, voir Enterprise (Star Trek). Pour les autres significations, voir Enterprise.
L'Enterprise (NX-01) est un vaisseau fictionnel, à bord duquel se déroule la série Star Trek : Enterprise et, dans la chronologie de la licence Star Trek le plus ancien vaisseau spatial à avoir porté le nom Enterprise. Son design est largement inspiré de celui de l'USS Enterprise (NCC-1701) de la première série Star Trek. Il est commandé par le capitaine Jonathan Archer secondé par T'Pol. 

## Description fictionnelle
Un des plus importants vaisseaux dans l'histoire de la galaxie, l'Enterprise NX-01 fut le premier vaisseau de classe NX à être mis en service par Starfleet en 2151. L'Enterprise a établi la Terre Unie en tant que puissance interstellaire légitime et a causé une révolution dans la politique des quadrants Alpha et Beta, ouvrant ainsi la voie à la création de la Fédération des Planètes Unies.

## Caractéristiques
L'Enterprise NX-01 fut le premier vaisseau terrien à être équipé d'un moteur distorsion 5 du professeur Henry Archer. L'Entreprise n'était pourtant pas aussi avancé sur tous les plans technologiques. Contrairement aux vaisseaux vulcains de son époque, il ne possédait pas de rayon tracteur, mais disposait simplement de grappins.
Il fut également le premier vaisseau terrien à être équipé d'un téléporteur approuvé pour le transport des organismes biologiques. Pourtant, la machine eut des dysfonctionnements à plusieurs reprises  et le moyen de transport le plus utilisé resta les navettes, 
à moins que toutes les autres options aient été épuisées. Au retour d'un voyage en navette, la procédure standard de retour impliquait que 
l'équipage et les passagers passaient d'abord par la chambre de décontamination.
L'Enterprise avait un équipage normal de 83 humains, auxquels vinrent s'ajouter une Vulcaine et un Denobulien. Environ un tiers de l'équipage était féminin.

## Histoire

### Lancement et premières missions
L'Enterprise fut lancé depuis le Complexe de Distorsion 5 le 12 avril 2151, sous le commandement du capitaine Jonathan Archer. Le lancement eut lieu trois semaines avant la date prévue, parce que la Terre devait renvoyer le Klingon Klaang vers sa planète d'origine - Qo'noS - assez rapidement afin qu'il puisse y recevoir des soins médicaux appropriés et apporter les preuves de l'existence d'un complot contre l'Empire Klingon.
Ce lancement précipité fut vivement contesté par l'ambassadeur vulcain Soval, qui pensait que l'humanité n'était pas encore prête à explorer l'espace. Il réussit à obtenir de Starfleet que le capitaine Archer autorise la venue à son bord du Subcommander T'Pol en tant que second en échange de cartes stellaires vulcaines. 
Le lancement de l'Enterprise avant la date prévue impliquait qu'il quitte le spatiodock sans être totalement opérationnel : le calibrage des torpilles à photons n'avait pas été effectué, et ses batteries de phaseurs n'étaient même pas installées.
Le calibrage des torpilles fut effectué lors d'une bataille en mai 2151 ; le vaisseau ne se sortit de ce mauvais pas que grâce à l'intervention des Axanars. Les canons phaseurs ne furent installés qu'en septembre 2151, alors que l'Enterprise combattait un ennemi inconnu. 

### Brève interruption et les  missions qui suivirent
En mai 2152, la mission du vaisseau fut annulée quand on découvrit que l'une des navettes avait mis le feu au gaz tétrazine présent dans l'atmosphère de Paraagan II, tuant ainsi 3600 colons. Ce fut cet évènement, ainsi que ce qui s'était passé sur d'autres planètes, comme P'Jem et Tandar Prime, qui poussa Starfleet Command à rappeler l'Enterprise sur Terre. L'Ambassadeur Soval recommanda à la Terre d'attendre encore dix à vingt ans avant de tenter une nouvelle mission d'exploration de l'espace lointain. Archer réussit néanmoins à convaincre Starfleet Command et le Haut Commandement Vulcain d'autoriser l'Enterprise à poursuivre sa mission, principalement lorsqu'on découvrit que l'accident était en réalité un complot visant justement à l'annulation de la mission de l'Enterprise. 
En avril 2152, l'Enterprise a subi de sévères dommages en pénétrant dans un champ de mines romulien. Heureusement, un vaisseau tellarite croisé en chemin le dirigea vers une station automatisée de réparation. L'Enterprise devra détruire le complexe pour pouvoir s'échapper indemne  de ce qui était en réalité un piège. Un injecteur de plasma aura toutefois une défaillance peu après, ce qui contraindra l'Enterprise à faire un détour par la planète mère des Kreetassiens. 

### La recherche de la superarme Xindi
Après l'attaque des Xindis sur Terre en mars 2153, l'Enterprise fut rappelé sur Terre. Arrivé à destination le 24 avril, l'Enterprise est révisé et équipé avec les nouvelles torpilles à photons, une nouvelle passerelle, un armement et un blindage améliorés, ainsi qu'une mise à jour du traducteur universel. Il repartit pour une nouvelle mission dans l'Étendue Delphique, à la recherche de la superarme xindie. L'Enterprise accueillit à son bord une équipe de MACOs (Commandos d'assaut militaires, Military Assault Command Operations en VO), ainsi qu'une salle de contrôle stratégique pour cette mission. 
La recherche des Xindis fut longue et périlleuse, et dura pratiquement un an. L'Enterprise courait de gros risques durant sa présence dans l'Étendue, dus à la présence d'anomalies spatiales générées par les sphères de l'Étendue Delphique. L'équipage de l'Enterprise découvrit qu'une isolation de la coque avec du trillium-D protègerait le vaisseau de ces anomalies, mais malheureusement le trillium-D est dangereux pour le système nerveux des Vulcains, et le capitaine Archer refusa de laisser le SubCommandeur T'Pol quitter le navire. 
En février 2154, l'Enterprise trouva l'emplacement de l'arme xindie et arriva dans le système d'Azati Prime. Là, le vaisseau fut sévèrement endommagé par une attaque des vaisseaux xindis. Une des nacelles de distorsion fut détruite, et ces dégâts allaient obliger le capitaine Archer à prendre des mesures radicales pour réparer. L'Enterprise aurait pu subir encore plus de dommages dans l'Étendue sans l'intervention de l'Enterprise du futur, quand celui-ci remonta de 117 ans dans le passé en essayant d'utiliser un couloir subspatial. 
L'Enterprise accomplit avec succès sa mission, et détruisit l'arme xindie. Le capitaine Archer fut même présumé mort lors de la destruction de l'arme. Le vaisseau fut renvoyé sur Terre par un vaisseau des Aquatiques - l'une des cinq races de Xindis - après la fin de la mission. Toutefois, à leur arrivée, les membres de l'équipage de l'Enterprise se rendirent compte qu'ils avaient fait un léger détour par l'année 1944, avec l'aide de l'agent Daniels. Au cours de cette mission, Archer rejoignit le vaisseau après avoir arrêté Vosk dans sa tentative de retourner à sa propre époque. Il mit fin ainsi à la Guerre Froide Temporelle qui avait jusqu'ici interféré à plusieurs reprises avec les missions de l'Enterprise

### Retour au bercail
L'équipage de l’Enterprise fut accueilli en héros lors de son retour sur Terre, spécialement le Capitaine Archer, en l'honneur duquel plusieurs écoles furent baptisées. Des modifications furent apportées au vaisseau, notamment un nouveau fauteuil pour le capitaine, une mise à jour du téléporteur, et les portes furent repeintes.
En mai 2154, un groupe d'Améliorés rebelles vola un vaisseau Oiseau-de-Proie klingon dont il tua l'équipage. Les Klingons menacèrent la Terre d'une guerre, à moins que les Améliorés ne soient appréhendés. Après un débriefing et une remise à niveau, l'Enterprise partit pour une nouvelle mission, avec Arik Soong à son bord, pour essayer de retrouver les Améliorés à la frontière du syndicat d'Orion. Après plusieurs échauffourées avec les intercepteurs Orions, les Améliorés trouvèrent l'Enterprise et enlevèrent Arik Soong, avant de rejoindre la Station de recherche 12. L'Enterprise les poursuivit mais ne parvint pas à empêcher Soong de voler plusieurs dizaines d'embryons d'Améliorés non arrivés à terme. Les Améliorés finirent par se retourner contre lui, et se dirigèrent vers une colonie klingonne, sur laquelle ils projetaient de libérer plusieurs agents pathogènes dangereux. L'Enterprise arriva à temps pour les arrêter, en les détruisant eux et leur Oiseau-de-Proie. 
Quand l'ambassade terrienne sur Vulcain fut la cible d'un attentat à la bombe, l'Enterprise fut envoyé sur les lieux. Le Haut Commandement Vulcain émit l'hypothèse que les Syrrannites, une secte vulcaine, étaient derrière cet attentat. L'équipage découvrit dans les décombres une bombe qui n'avait pas encore explosé, et confirma que l'ADN présent sur l'engin était bien celui d'une Syrannite connue : T'Pau, mais découvrit plus tard que cette preuve avait été créée de toutes pièces. Archer et T'Pol partirent à la recherche de T'Pau dans la Forge, laissant l'Enterprise sous le commandement de Trip Tucker. Après avoir mis en doute les preuves de l'Administrateur V'Las (chef du Haut Commandement Vulcain) concernant l'attentat, l'Ambassadeur Soval fut exclu du Haut Commandement et décida de rester aux côtés des Humains. L'Enterprise reçut l'ordre de quitter le système, mais refusa d'obéir tant que son capitaine serait toujours sur Vulcain, créant un incident avec les Vulcains. Soval informa Tucker, capitaine par intérim, que les Vulcains projetaient d'envahir Andoria. L'Enterprise alerta les Andoriens, et les deux flottes, vulcaine et andorienne, s'affrontèrent, l'Enterprise se battant aux côtés des Andoriens. Les Vulcains firent rapidement cesser l'attaque à la suite de changements politiques sur leur planète mère. La découverte des anciens textes de Surak entraîna la démission du Haut Commandement, et les activités de Starfleet allaient cesser d'être régies par les Vulcains. 
Quelque temps après la Réforme Vulcaine, Emory Erickson réussit une importante amélioration du téléporteur lors d'une expérience à bord de l'Enterprise, amenant à 40 000 kilomètres la portée du système. Le nouveau système remplaça l'ancien pod de contrôle du téléporteur, avec un système de contrôle beaucoup plus avancé. 
Plus tard en 2154, Trip Tucker et Hoshi Sato furent contaminés avec un virus à base de silicone amené à bord de l'Enterprise. Une partie du vaisseau dut être mise en quarantaine et condamnée. 
En novembre 2154, l'Enterprise accueillit à son bord une délégation tellarite, dont faisait partie l'Ambassadeur Gral, pour les emmener vers la planète Babel. En chemin, le vaisseau reçut un appel de détresse du vaisseau de guerre andorien Kumari. Le vaisseau venait d'être attaqué par un navire inconnu, bien que le Commandeur andorien Shran accusât les Tellarites de la destruction de son vaisseau. Finalement, l'équipage de l'Enterprise découvrit que le Kumari avait été détruit par un prototype de drone de combat romulien, capable de prendre l'apparence de n'importe quel autre navire. Gral et Shran finirent par mettre leurs différences de côté, et l'Enterprise rencontra un transport tellarite qui ramena Gral et sa délégation sur Tellar Prime. L'Enterprise poursuivit sa route vers Andoria, où le capitaine Archer et le commandeur Shran rencontrèrent les Aenars, une race de télépathes aveugles. Une des Aenars, Jhamel, accompagna Archer et Shran à bord de l'Enterprise et participa à la destruction du drone romulien, lancé et piloté depuis Remus. Une fois encore, le vaisseau se rendit sur Andoria, où Shran et Jhamel quittèrent le bord. 
L'Enterprise rentra sur Terre le 27 novembre 2154. Une fois sur Terre, le chef ingénieur Charles Tucker fut transféré sur le Columbia, nouveau vaisseau de classe NX. Sur Terre, le Docteur Phlox fut agressé et enlevé par les Rigeliens. L'Enterprise suivit la trainée de distorsion d'un transport de fret rigelien qui avait quitté la Terre deux heures après l'enlèvement de Phlox. Quand le navire rejoignit le transport rigelien, ce dernier avait subi une attaque sévère et n'était plus qu'une épave. Tandis que l'équipage de l'Enterprise tentait de déterminer l'identité de l'assaillant du transport rigelien, il fut attaqué par un navire Klingon. Une équipe d'intervention klingonne monta à bord et sabota les systèmes de l'Enterprise. Une fois les Klingons retournés sur leur vaisseau, l'Enterprise fut incapable de les suivre à cause du sabotage. Finalement, l'Enterprise fut réparé grâce à une manœuvre risquée du Columbia, quand Trip fut renvoyé vers son ancien vaisseau. Après cela, l'équipage fut capable de sauver les Klingons avec l'aide de Phlox. Les Klingons se retrouvèrent avec des fronts plats comme les humains, sans crêtes crâniennes. Phlox affirma qu'il leur faudrait une bonne centaine d'années avant que la race Klingon ne retrouve son apparence initiale. 
Quelques jours plus tard, un Orion fit une offre à Archer: il souhaitait autoriser Starfleet à exploiter une planète qu'il venait de découvrir. Starfleet se chargerait des opérations minières et reverserait à l'Orion 10 % des recettes de l'extraction. Pour sceller le marché, trois femmes-esclaves Orions furent offertes en cadeau au capitaine Archer. Les filles séduisirent l'équipage et contrôlèrent rapidement les hommes présents à bord. Tucker, le seul homme à ne pas être affecté par les femmes Orions, réussit à déjouer leurs plans. L'Orion tenta de ramener l'Enterprise au syndicat d'Orion qui réclamait la tête d'Archer, "attachée ou non à son corps". L'Enterprise l'arrêta en renvoyant une onde de choc dans son rayon tracteur à l'aide du déflecteur, ce qui désactiva le vaisseau Orion.

### Retrait du service
L'Enterprise fut retiré du service en 2161 pour faire place à une nouvelle classe de navires plus avancés. Il fut placé dans un musée de la Fédération où il se trouvait toujours au XXIVe siècle. 

### Postérité
Dans une chronologie alternative en 2259, une maquette du vaisseau figure dans le bureau de l'Amiral de la Flotte Alexander Marcus, chef de Starfleet.